# A1 (autópálya, Portugália)
Az A1-es autópálya vagy északi autópálya egy portugál autópálya, amely összeköti Lisszabont Portóval, összekötve a lisszaboni nagyvárosi térség régióját az Alentejo régióhoz, a Médio Tejo, Leiria régióhoz, Coimbra régióhoz és Aveiro régióhoz tartozó Lezíria do Tejo alrégióval, amely a központi régióhoz és a Porto nagyvárosi terület alrégióhoz tartozik,  az északi régióhoz tartozik, teljes hossza 301,6 km.
Lisszabonban az autópálya a város északi részén, az Avenida Marechal Craveiro Lopes végén kezdődik, keresztezi az A12-es autópályát, amely a Vasco da Gama híd felé halad Setúbal felé. Tovább haladva, Alvercában, az autópályának van egy kereszteződése az A9-es autópályával, amely délnyugatra halad Caxias felé, mivel Lisszabon városának külső körgyűrűje. Carregadón áthaladva az autópálya keresztezi az A10-es autópályát, amely délnyugatra Arruda dos Vinhosig, keletre pedig Samora Correiráig és Benaventéig halad. Santarém közelében az autópályának van egy csomópontja az A15-ös autópályával, amely nyugatra halad Caldas da Rainha felé. Torres Novasban az autópálya keresztezi az A23-as autópályát, amely északkeletre halad Castelo Branco és Guarda felé. Mielőtt elérné Coimbrát, az autópálya csatlakozik az A13-1-hez, amely keletre halad Condeixa-a-Nova felé, és elhalad Coimbra mellett, a város északi részén, az autópálya keresztezi az A14-et, amely nyugatra fut Figueira da Fozig. Albergaria-a-Velhán áthaladva, Aveiro városa közelében, az autópálya keresztezi az A25-ös autópályát, amely nyugatra Aveiro városának központjába, keletre pedig Viseu és Guarda felé halad. Nogueira da Regedourában az autoestar keresztezi az A41-et, amely nyugatra Espinhóig és északkeletre Valongo Matosinhosig megy, mivel Porto városának külső körgyűrűje. Porto városába érkezve, Vila Nova de Gaia-ban, az autópálya először keresztezi az A20-at, amely északnyugatra halad Portóba, mivel ugyanazon város városának belső körgyűrűje, majd az autópálya keresztezi az A29-et, amely délnyugatra halad Espinhóig, és tovább az A44-ig, amely északról délre összeköti Vila Nova de Gaia városát. Az Arrábida híd mellett elhaladva az autópálya csatlakozik az A28-as autópályához, amely észak felé halad Viana do Castelo felé, valamint az A20-as autópályához, amely a Freixo hídon keresztül Vila Nova de Gaia-ba vezet, és ismét csatlakozik ugyanahhoz az autópályához.
Brisa koncesszióba adja, és útdíjköteles (kivéve a Lisszabon és Porto melletti szakaszokat). Egy utazás Lisszabon és Porto között egy 1. osztályú járművel 23,60 euróba kerül.
Teljes egészében része az E01-es európai útnak és részben az E 80-as európai útnak, és a 2000-es nemzeti útterv az IP1 szerves részeként azonosítja a Carvalhos csomópontig, Pedroso-ban, innen integrálja az IC2 utolsó kilométereit, csatlakozva az IC1-hez, az A29-es csomóponttól.